# Cantonul Anglure
Cantonul Anglure este un canton din arondismentul Épernay, departamentul Marne, regiunea Champagne-Ardenne, Franța.

## Comune
- Allemanche-Launay-et-Soyer
- Anglure (reședință)
- Bagneux
- Baudement
- La Celle-sous-Chantemerle
- La Chapelle-Lasson
- Clesles
- Conflans-sur-Seine
- Esclavolles-Lurey
- Granges-sur-Aube
- Marcilly-sur-Seine
- Marsangis
- Saint-Just-Sauvage
- Saint-Quentin-le-Verger
- Saint-Saturnin
- Saron-sur-Aube
- Villiers-aux-Corneilles
- Vouarces